# 10月13日
10月13日是阳历一年中的第286天（闰年第287天），离全年的结束还有79天。

## 大事记

### 19世紀以前
- 54年：羅馬帝國皇帝克勞狄一世被妻子阿格里皮娜毒杀，其妻与前夫所生的儿子尼禄继承皇位。
- 645年：在唐太宗的領導下，唐軍被迫放棄圍攻安市城。
- 982年：在耶律斜軫和韓德讓協助下，遼聖宗的母親蕭綽真正掌握遼朝政治權力。
- 1269年：英國西敏寺完工。
- 1307年：法国国王腓力四世下令逮捕各地的圣殿骑士团成員，並強迫後者「承認」異端罪名。
- 1773年：法国天文学家梅西叶在猎犬座发现首个螺旋星系M51。
- 1792年：位於美國華盛頓哥倫比亞特區的行政官邸安放奠基石並開始建造，後來被改稱為「白宮」。

### 19世紀
- 1812年：美國第二次獨立戰爭：昆士顿高地战斗。
- 1815年：英国占领大西洋上的阿森松岛。
- 1815年：那不勒斯国王若阿尚·缪拉因在拿破崙百日王朝中向第七次反法同盟宣戰，於皮佐被奥地利军事法庭审判后处决。
- 1825年：巴伐利亞國王路德維希一世即位。
- 1841年：第一次鸦片战争：英军占领宁波。
- 1843年：聖約之子會於紐約市成立，是世界上歷史最悠久、持續運作的猶太服務組織。
- 1860年：第二次鸦片战争（第二次英法聯軍之役）：英国和法国军队占领北京，大掠圆明园。
- 1881年：猶太語言學家艾利澤·本-耶胡達在巴勒斯坦推行希伯來語，促成希伯來語復興運動的發展。
- 1884年：格林尼治时间正式被采用为国际标准时间。
- 1885年：大清设立总理海军事务衙门，中国海军成立。
- 1892年：愛德華·愛默生·巴納德發現第一顆由攝影手段發現的彗星。

### 20世紀
- 1903年：美國大聯盟第一次世界大賽結束。
- 1921年：土耳其與亞美尼亞、亞塞拜然以及喬治亞簽訂卡爾斯條約。
- 1923年：土耳其將首都從伊斯坦堡遷往安卡拉。
- 1928年：安阳殷墟开始发掘。
- 1937年：新四军建军。
- 1943年：第二次世界大战：意大利宣布退出軸心國，并向納粹德國宣战。
- 1944年：第二次世界大战：盟军攻占雅典，完成对希腊的占领。
- 1944年：第二次世界大战：紅軍佔領拉托維亞首都里加。
- 1946年：法國進入第四共和。
- 1949年：中国少年先锋队成立。
- 1961年：中国和缅甸签署边界协定。
- 1964年：蘇聯三位太空人安全返回地球。
- 1970年：中華人民共和國和加拿大建交。
- 1970年：斐濟加入聯合國。
- 1972年：蘇聯民航217號班機墜毀於莫斯科外，174人身亡。
- 1972年：载有橄榄球队成员的乌拉圭空军571号班机在飞越安第斯山脉时失事坠落。同年12月23日获救時剩16人生还。
- 1977年：漢莎航空181號班機由馬略卡島飛往法蘭克福的途中遭解放巴勒斯坦人民陣線劫機。
- 1980年：香港地鐵荃灣綫長沙灣道近楓樹街地盤發生大火，一個助理消防區長殉職。
- 1982年：波兰格但斯克造船工人在团结工会率领下罢工。
- 1990年：黎巴嫩內戰結束。
- 1991年：台灣民主進步黨於全國黨員代表大會通過《台獨黨綱》。
- 1994年：日本乒乓球手小山智丽（原中国球手何智丽）击败中国选手鄧亞萍获得廣島亚运会乒乓球女单金牌，小山表示以代表日本为荣，引发争议。

### 21世紀
- 2001年：中国高性能计算机芯片龙芯问世。
- 2004年：颱風蠍虎在馬里亞納群島近海生成，並在宮古島東南發展為超大型颱風。
- 2010年：在智利2010年科皮亞波礦難中被困69日的33名矿工全數获救。
- 2015年：Minecraft故事模式發行。
- 2016年：泰國歷史上統治時間最長的國君蒲美蓬·阿杜德在曼谷西里拉醫院逝世，他成為了世界史上在任時間第二長的國家元首。
- 2016年：馬爾地夫退出大英國協。
- 2022年：台灣中央流行疫情指揮中心宣布鬆綁邊境防疫0+7措施，回復常態入境通關。

中共二十大前夕，北京四通桥发生抗议事件。

## 出生
- 467年：魏孝文帝元宏，北魏皇帝（499年逝世）
- 1499年：法蘭西的克洛德，法國國王法蘭索瓦一世的王后（1524年逝世）
- 1696年：約翰·赫維，英國廷臣、小冊子作者、回憶錄作家，第二代赫維男爵（1743年逝世）
- 1786年：律勞卑，首任英國駐華商務總監（1834年逝世）
- 1799年：約翰·鮑德溫，美國教育家（1884年逝世）
- 1821年：鲁道夫·菲尔绍，德國醫學家、人類學家、公共衛生學家、病理學家、古生物學家、政治家（1902年逝世）
- 1825年：休·格羅夫納，英國貴族，第一代西敏公爵（1899年逝世）
- 1835年：阿爾馮斯·米爾恩-愛德華茲，法國哺乳動物學家、鳥類學家、癌症學家（1900年逝世）
- 1854年：辰野金吾，日本建築師（1919年逝世）
- 1869年：濱野彌四郎，日本水利工程師，被譽為「台灣水道之父」（1932年逝世）
- 1870年：艾尔伯特·杰伊·诺克，美國自由意志主義作家、教育理論家、社會評論家（1945年逝世）
- 1872年：布萊斯·狄亞尼，法國政治人物（1934年逝世）
- 1874年：莊士敦，英國外交官，末代皇帝溥儀外籍帝師（1938年逝世）
- 1885年：瑋哥·布朗，挪威數學家（1978年逝世）
- 1892年：楊肇嘉，臺灣日治時期政治家（1976年逝世）
- 1893年：漢密爾頓·傑弗斯，美國天文學家（1976年逝世）
- 1903年：藍蔭鼎，臺灣水彩畫家（1979年逝世）
- 1909年：阿特·塔图姆，美國爵士樂鋼琴家（1956年逝世）
- 1921年：，出生於義大利的法國演員、歌手（1991年逝世）
- 1925年：，英國政治家，前保守黨領袖、前首相（2013年逝世）
- 1929年：丁雄泉，旅美華裔畫家，常以「採花大盜」落款（2010年逝世）
- 1931年：劉兆銘，香港男演員、香港舞蹈開拓者
- 1932年：約翰·格里格斯·湯普森，美國數學家
- 1934年：娜娜·穆斯库莉，希臘女歌手，被譽為“希臘國寶”「雅典的白玫瑰」
- 1941年：，美國民謠歌手
- 1945年：德西·鲍特瑟，蘇利南政治人物，第8任蘇利南總統（2024年逝世）
- 1945年：姜根鐸，韓國外交官，前駐香港總領事、駐烏克蘭大使、駐斐濟大使。
- 1946年：李光復，中國男演員
- 1950年：磯部勉，日本男演員、聲優
- 1952年：尊龍，美國華人演員
- 1952年：貝弗莉·約翰遜，美國超模，《時尚》封面史上第一位黑人模特兒、第一位非裔美國人
- 1954年：希爾維奧·米卡利，美國計算機科學家
- 1954年：海塞姆·本·塔里克·阿勒賽義德，阿曼苏丹
- 1956年：希南·薩克奇，塞爾維亞流行民謠歌手（2018年逝世）
- 1956年：張美蘭，越南商人
- 1956年：克里斯·卡特，美國電視劇劇作家、製片家，以《X檔案》知名
- 1957年：余綺霞，香港女演員（1993年逝世）
- 1957年：李靖飛，中國男演員
- 1958年：松本泉，日本漫畫家（2020年逝世）
- 1959年：玉城丹尼，日本政治人物，現任沖繩縣知事
- 1961年：道格·里弗斯，美國職業籃球教練
- 1961年：徐錦江，香港男演員
- 1962年：凯莉·普雷斯顿，美國女演員、模特
- 1964年：小野坂昌也，日本男性聲優
- 1964年：聶海勝，中國宇航員
- 1967年：崔佛·霍夫曼，美國職棒大聯盟球員，美國職棒生涯總救援成功數紀錄保持者
- 1967年：哈维尔·索托马约尔，古巴運動員，男子跳高世界紀錄2.45米和室內世界紀錄2.43米保持者
- 1968年：卡洛斯·馬林，西班牙男歌手（2021年逝世）
- 1969年：南茜·克里根，美國花式溜冰運動員，史上第九位獲得兩塊奧運會獎牌的女子單人溜冰運動員
- 1970年：傅明憲，香港女演員
- 1970年：保羅·波茨，英國手機銷售員，業餘歌劇唱家
- 1970年：高昌錫，韓國男演員
- 1970年：谷垣健治，日本電影動作指導、導演
- 1971年：布倫特·雷諾，美國記者、作家、紀錄片製片人、攝影記者（2022年逝世）
- 1971年：，英國男演員、喜劇演員、編劇、製片人
- 1973年：松嶋菜菜子，日本女演員
- 1974年：劉愷威，香港男演員
- 1977年：保羅·皮雅斯，美國職業籃球運動員
- 1978年：傑曼·歐尼爾，美國職業籃球運動員
- 1980年：榊原由依，日本女性聲優、歌手
- 1981年：黃小柔，台灣女藝人
- 1982年：趙胤熙，韓國女演員
- 1982年：肘井美佳，日本女演員
- 1982年：近江知永，日本女性聲優
- 1982年：索普，澳洲游泳運動員
- 1983年：唐振剛，台灣男歌手
- 1983年：陳倩揚，香港女藝人
- 1984年：陳一發兒，中國網絡主播、歌手
- 1984年：Misono，日本女歌手
- 1985年：基藍馬，香港足球運動員
- 1985年：Fukase，日本樂團SEKAI NO OWARI成員
- 1985年：益若翼，日本時尚模特兒
- 1986年：艾邦拉荷，英格蘭職業足球運動員
- 1986年：沈文裕，中國鋼琴家
- 1989年：全烋星，韓國女子偶像團體Secret成員
- 1989年：亚历山德里娅·奥卡西奥-科尔特斯，美國政治人物，現任紐約州聯邦眾議員
- 1990年：普嘉·海迪，印度女演員
- 1990年：佛洛里安·蒙特亞努，羅馬尼亞裔德國籍演員、模特兒
- 1992年：歐豪，中國男歌手、演員
- 1993年：石川界人，日本男性聲優
- 1994年：渡邊雄太，日本男子籃球員
- 1995年：朴智旻，韓國男子偶像團體防彈少年團成員
- 1995年：奧之矢佳奈，日本女演員
- 1996年：黃之鋒，香港社運人士
- 1996年：阿塔坎·卡拉佐爾，土耳其裔德國職業足球運動員
- 1997年：山本舞香，日本女演員、時裝模特兒
- 1997年：馬檇鏗，澳門中英印混血藝人
- 1998年：塔納瓦·拉達納奇派山，泰國男演員
- 1998年：裴勝民，韓國男子偶像團體Golden Child成員
- 1999年：松田里奈，日本女子偶像團體櫸坂46成員
- 1999年：葉知恩，中國女歌手
- 2002年：金拏炅，韓國女子偶像團體tripleS成員
- 2003年：高橋慶帆，日本男子排球運動員

## 逝世
- 54年：克劳狄一世，罗马皇帝（前10年出生）
- 982年：辽景宗耶律贤，辽朝皇帝（948年出生）
- 1093年：羅貝爾一世，佛蘭德伯爵（約1035年出生）
- 1119年：阿蘭四世，布列塔尼公爵（1063年出生）
- 1282年：日蓮，日本佛教比丘，日蓮正宗始祖（1222年出生）
- 1328年：克萊門西婭，法蘭西和納瓦拉王后（1293年出生）
- 1574年：織田信廣，織田信長庶兄（生年不詳）
- 1602年：於大之方，德川家康生母（1528年出生）
- 1605年：泰奧多爾·貝扎，法國新教神學家（1519年出生）
- 1715年：尼古拉·馬勒伯朗士，法國哲學家（1638年出生）
- 1815年：若阿尚·缪拉，法国军事家，那不勒斯国王（1767年出生）
- 1822年：安東尼奧·卡諾瓦，義大利新古典主義雕塑家（1757年出生）
- 1825年：馬克西米利安一世，巴伐利亞國王（1756年出生）
- 1869年：沙爾-奧古斯丁·聖伯夫，法國作家、文學批評家（1804年出生）
- 1905年：亨利·歐文，英格蘭舞台劇演員，德古拉的原型之一（1828年出生）
- 1919年：卡爾·阿道夫·蓋勒魯普，丹麦作家，1917年諾貝爾文學獎得主（1857年出生）
- 1928年：德格瑪公主，俄羅斯帝國的沙皇亞歷山大三世之妻（1847年出生）
- 1938年：E·C·西格，美國漫畫家，《大力水手》創作者（1894年出生）
- 1941年：李叔同，法號弘一大师，中国现代画家、书法家、音乐家、戏剧家（1880年出生）
- 1946年：海倫·班尼曼，英國作家（1862年出生）
- 1974年：埃德·沙利文，美國娛樂作家與電視節目主持人（1901年出生）
- 1974年：約瑟夫·克里普斯，奧地利著名指揮家和小提琴家（1902年出生）
- 1979年：麗貝卡·克拉克，英裔美國古典音樂作曲家、中提琴演奏家、職業管弦樂手（1886年出生）
- 1984年：科林·羅伯特·蔡斯，美國學者（1935年出生）
- 1987年：，美國物理學家，1956年諾貝爾物理學獎得主（1902年出生）
- 1990年：黎德壽，越南政治人物、軍人、革命家、外交官，前越南社會主義共和國和越南共產黨領導人之一，1973年諾貝爾和平獎得主（1911年出生）
- 1996年：戶井田三郎，日本政治家（1918年出生）
- 2000年：簡·皮特斯，美國女演員（1926年出生）
- 2002年：史蒂芬·愛德華·安布羅斯，美國歷史學家及傳記作家（1936年出生）
- 2003年：伯特倫·布羅克豪斯，加拿大物理學家，1994年諾貝爾物理學獎得主（1921年出生）
- 2006年：王光美，中國前國家主席劉少奇夫人（1918年出生）
- 2009年：吕正操，中國軍事家、中國人民解放軍上將（1904年出生）
- 2009年：羅傑·多克西，美國物理學家、天文學家（1947年出生）
- 2011年：蔡鴻彰，臺灣軟體工程師、業餘無線電愛好者（1952年出生）
- 2012年：司徒錦源，香港電影及電視編劇（1964年出生）
- 2012年：丸谷才一，日本小說家與文藝評論家（1925年出生）
- 2013年：柳瀨嵩，日本漫畫家、繪本作家、詩人，代表作品《麵包超人》（1919年出生）[1]
- 2016年：普密蓬·阿杜德，泰国却克里王朝第九代国王，有确切记录在位时间第二长的独立主权君主。（1927年出生）
- 2016年：達里奧·霍，義大利劇作家、戲劇導演（1926年出生）
- 2019年：吾妻日出夫，日本漫畫家（1950年出生）
- 2019年：段清波，中國考古學家（1964年出生）
- 2020年：陳寶輝，臺灣內科醫生（1931年出生）
- 2021年：阿格妮絲·傑貝特·蒂羅普，肯亞女子長跑運動員（1995年出生）
- 2022年：詹姆斯·麥克迪維特，美國太空人（1929年出生）
- 2022年：布魯斯·蘇特，美國職業棒球運動員（1953年出生）
- 2023年：路易丝·格吕克，美國詩人、散文家，2020年諾貝爾文學獎得主（1943年出生）
- 2024年：亞歷山大·斯摩棱斯基，俄羅斯億萬富豪（1954年出生）

## 节假日和习俗
- 无胸罩日
- 國際減災日
- 國際失敗日[2]
- 泰國：蒲美蓬紀念日
- 基督教瞻禮日
  - 安提阿的提阿非羅
  - 宣信者愛德華